# Liste des espèces végétales protégées à La Réunion
La liste des espèces végétales protégées à La Réunion est une liste officielle définie par le gouvernement français, recensant les espèces végétales qui sont protégées sur le territoire du Département d'outre-mer de La Réunion. Elle a été publiée dans un arrêté du 6 février 1987.
Les noms de cette liste ont été mis à jour à l'aide de la base de données des trachéophytes de la Réunion de Tela Botanica.

## Ptéridophytes
- Angiopteris madagascariensis de Vriese
- Asplenium nidus L.

## Angiospermes

### Monocotylédones
- Aloe macra Haw., synonyme de Lomatophyllum macrum (Haw.) Salm-Dyck, Mazambron marron.
- Angraecum palmiforme Thouars
- Angraecum eburneum Bory, Petite comète.
- Beclardia macrostachya (Thouars) A.Rich.
- Calanthe sylvatica (Thouars) Lindl.
- Cryptopus elatus (Thouars) Lindl., Gros faham.
- Graphorkis concolor var. alphabetica F.N.Rasm., synonyme d’Eulophia scripta auct. non (L.) Lindl, Corne de bouc.
- Phaius pulchellus Kraenzl.

### Dicotylédones
- Badula borbonica var. macrophylla (Cordem.) Coode, Bois de savon.
- Badula fragilis Bosser & Coode
- Berenice arguta Tul.
- Carissa spinarum L., synonyme de Carissa xylopicron Thouars.
- Chamaesyce goliana (Lam.) comb. ined., synonyme d’Euphorbia goliana Lam.
- Chamaesyce viridula (Cordem. ex Radcl.-Sm.) Soják, synonyme d’Euphorbia viridula Cordem. ex Radcl.-Sm.
- Claoxylon racemiflorum A.Juss. ex-Baill., Bois d'oiseaux.
- Claoxylon setosum Coode, Bois d'oiseaux.
- Clerodendrum heterophyllum (Poir.) R.Br., Bois de chenille.
- Croton mauritianus Lam.
- Delosperma napiforme (N.E.Br.) Schwantes
- Dombeya populnea (Cav.) Baker, Bois de senteur.
- Drypetes caustica (Frapp. ex Cordem.) Airy Shaw, blanc bâtard.
- Embelia micrantha (A.DC.)A.DC.
- Eriotrix lycopodioides (Lam.) DC.* Erythroxylum hypericifolium Lam., Bois d'huile.
- Foetidia mauritiana Lam., Bois puant.
- Gouania mauritiana Lam. subsp. mauritiana, Liane Montbrun.
- Hernandia mascarenensis (Meisn.) Kubitzki, Bois blanc.
- Heterochaenia borbonica Badré & Cadet
- Heterochaenia ensifolia (Lam.) DC.
- Heterochaenia rivalsii Badré & Cadet
- Hibiscus boryanus DC., Mahot bâtard.
- Hibiscus columnaris Cav.
- Hugonia serrata Lam., Liane de clé, liane papangue.
- Indigofera ammoxylum (DC.) Polhill, synonyme de Bremontiera ammoxylum DC., Bois de sable.
- Lobelia parva Badré & Cadet
- Medinilla loranthoides Naudin
- Melicope segregis (Cordem.) T.G.Hartley, synonyme d’Euodia segregis Cordem.
- Mucuna spp.
- Obetia ficifolia (Poir.) Gaudich., Bois d'ortie, bois de source blanc.
- Ochrosia borbonica J.F.Gmel., Bois jaune.
- Parafaujasia fontinalis (Cordem.) C.Jeffrey, synonyme de Faujasia fontinalis Cordem.
- Polyscias aemiliguineae Bernardi, Bois deplat, bois de papaye.
- Polyscias cutispongia (Lam.) Baker, synonyme de Gastonia cutispongia Lam., Bois d'éponge.
- Polyscias rivalsii Bernardi
- Poupartia borbonica J.F. Gmel., Bois de poupart, bois d'evi marron.
- Psathura borbonica J.F. Gmel. var.borbonica, Bois cassant.
- Psiadia retusa (Lam.) DC.
- Psiadia sericea (Bory) Cordem.
- Ruizia cordata Cav., Bois de senteur blanc.
- Scolopia heterophylla (Lam.) Sleumer, Bois de tisane rouge, bois de balai.
- Faujasia squamosa (Bory) C. Jeffrey, synonyme de Senecio squamosus DC.
- Sideroxylon majus (Gaertn. f.) Baechni, Bois de fer.
- Stillingia lineata (Lam.) Müll.Arg., Bois de lait, tanguin du pays.
- Strongylodon lucidus (G. Forst.) Seem., Cadoque., synonyme de Strongylodon siderospermum Cordem.
- Tabernaemontana persicariifolia Jacq., Bois de lait.
- Tournefortia arborescens Lam., synonyme de Tournefortia bojeri A.DC.
- Trochetia granulata Cordem.
- Xylopia richardii Boivin ex Baill., Bois de banane, bois de bobre.
- Zanthoxylum heterophyllum (Lam.) Sm., Bois de poivrier, catafaille noir, bois blanc rouge.